# Российский кредит
Российский кредит (ОАО «Банк Российский Кредит») — российский коммерческий банк, прекративший деятельность 24 июля 2015 года в связи с отзывом лицензии Центральным банком РФ.
Был учрежден в Москве в июле 1990 года, получил регистрацию Центрального банка РФ 23 декабря 1991 года. Организовывался при участии экс-премьер-министра Грузии миллиардера Бидзины Иванишвили и его партнёра, бывшего члена Совета Федерации РФ Виталия Малкина. В 1997 году был преобразован в ОАО. Из-за кризиса 1998 года «Российский Кредит» потерял ликвидность и в 1999 году перешёл под управление Агентства по реструктуризации кредитных организаций (АРКО, предшественник Агентства по страхованию вкладов). В 2003 году закончил реструктуризацию и вышел из-под управления ГК «АРКО». В 2011 году вошёл в систему страхования вкладов. В 2012 году Бидзина Иванишвили продал 99,61% акций кредитной организации группе инвесторов во главе с Анатолием Мотылёвым.
В 2015 ЦБ отозвал у Российского Кредита лицензию.
Проведенная накануне отзыва лицензии проверка ЦБ установила, что привлечённые средства размещались в интересах собственников и связанных с ними компаний, а более половины кредитного портфеля сомнительна для взыскания. Расходы государства в связи с отзывом лицензии у «Российского кредита» оцениваются в 57 млрд рублей.